# Webdriver Torso
Webdriver Torso è un canale YouTube di proprietà di Google che nel 2014 è diventato noto al pubblico per le speculazioni attorno ai video pubblicati. Lo scopo di questo video e del canale era semplicemente un test per la qualità dei video.

## Storia del canale
Il canale è stato creato il 7 marzo 2013, mentre il primo video caricato in assoluto di quel canale è stato caricato il 23 settembre di quell'anno ed è intitolato aqua. Il canale è diventato noto nel 2014 per le speculazioni che ne sono state fatte attorno e per tre video che non erano coerenti al canale.

## Struttura dei video

Un tipico video o slide di Webdriver Torso.

I video del canale consistono in delle slide contenenti quadrati blu e rossi che cambiano ogni secondo accompagnati da dei segnali acustici. La maggior parte dei video durano 10 secondi, mentre alcuni durano da 1 a 25 minuti, come ad esempio questo video chiamato the del quale la durata del video è 25 minuti.

### Caricamenti non coerenti
Webdriver Torso ha 3 video sul canale che non sono coerenti a tutti gli altri ovvero: tmpRkRL85, 00014 e 0.455442373793.

#### tmpRkRL85
Uno di questi è chiamato tmpRkRL85 dove al minutaggio 0:06 il quadrato rosso diventa una GIF del cantante Rick Astley ed è un chiaro riferimento alla canzone Never Gonna Give You Up ed al meme Rickroll. Questo riferimento al meme è anche visibile nel titolo "tmpRkRL85", che sta a significare "Temporary Rick Roll 1985" o "Template Rickroll 1985".

#### 00014
Il secondo video, nonché il più visualizzato, è chiamato 00014 e consiste in un video di 5 secondi dove viene mostrata la Torre Eiffel. Alla fine del video, viene anche mostrata (pur non essendo visibile) una pagina Facebook che si presume essere quella del medesimo canale.

#### 0.455442373793
Quest'ultimo video in particolare è visibile solo in Francia e per la visione necessita di un pagamento con carta di credito solo ed esclusivamente francese di 1,99 euro. Il video mostra un episodio del cartone animato statunitense Aqua Teen Hunger Force doppiato in Spagnolo.

## Speculazioni
Prima che YouTube rivelasse tutta la verità dietro a Webdriver Torso, ci sono state molte speculazioni dietro a esso. Un esempio di tali speculazioni è che dietro al canale ci fossero dei messaggi da alieni o extraterrestri.

### Investigazioni
Soggetto Ventuno, un blogger Italiano, ha deciso di andare a fondo alla faccenda e ha scoperto che il canale di Webdriver Torso era in un network di account chiamati "ytuploadtestpartner_torso", ed infatti poi Ventuno ha scoperto altri account identici a Webdriver Torso.

#### Altri account
Google, oltre a Webdriver Torso, ha creato altri account per questi genere di test:
- Ekaterina Basic[3]
- Better Bandai[4]
- Webdriver YPP[5]
- Webdriver IVPE[6]

### La risposta di YouTube e Google
Quando a YouTube hanno chiesto di Webdriver Torso, loro hanno risposto così:
"We're never gonna give you uploading that's slow or loses video quality, and we're never gonna let you down by playing YouTube in poor video quality. That's why we're always running tests like Webdriver Torso.", ed è un medesimo riferimento alla canzone di Rick Astley.